# Ugo Anzile
Ugo Anzile, né le 2 février 1931 à Pocenia et mort le 25 avril 2010 à Metz, est un coureur cycliste italien des années 1950, naturalisé français le 15 octobre 1954.

## Biographie
Ugo Anzile fut licencié à la Pédale Mosellane de Metz. Il est le frère de Guido Anzile et le neveu de Gino et Giuseppe Sciardis également coureurs cyclistes.
Il  a été professionnel de 1952 à 1958.

## Palmarès
- 1951
  - 2e de Nancy-Strasbourg
- 1952
  - Classement général du Tour de l'Ouest
  - Polymultipliée lyonnaise
- 1953
  - Tour de Lorraine :
    - Classement général
    - 3e étape

  - 2e du Tour du Maroc
  - 2e du Tour de la Dordogne
  - 6e de Paris-Côte d'Azur
- 1954
  - Grand Prix de Plouay
- 1955
  - 2e de Lyon-Montluçon
  - 3e de Gênes-Nice
- 1956
  - 2e du Circuit de l'Ain
  - 2e du Circuit du Mont-Blanc
  - 3e du Tour de Haute-Savoie
  - 3e du Grand Prix du Midi libre

## Résultats sur le Tour de France
4 participations
- 1953 : 20e
- 1955 : 33e
- 1956 : abandon (16e étape)
- 1957 : abandon (8e étape)